# Габріель Фернандес (баскетболіст)
Габріель Фернандес (ісп. Gabriel Fernández, 23 жовтня 1976) — аргентинський баскетболіст.
Олімпійський чемпіон 2004 року.
Срібний призер Чемпіонату світу 2002 року.
Чемпіон Америки 2001 року, срібний призер 2003, 2005 років, бронзовий призер 1999 року.
Чемпіон Південної Америки 2001 року, срібний призер 1995, 2003 років, бронзовий призер 1997 року.